# 522年
| 千纪： | 1千纪                                                                                           |
| 世纪： | 5世纪 \| 6世纪 \| 7世纪                                                                         |
| 年代： | 490年代 \| 500年代 \| 510年代 \| 520年代 \| 530年代 \| 540年代 \| 550年代                       |
| 年份： | 517年 \| 518年 \| 519年 \| 520年 \| 521年 \| 522年 \| 523年 \| 524年 \| 525年 \| 526年 \| 527年 |
| 纪年： | 壬寅年（虎年）；北魏正光三年；南朝梁普通三年；高昌义熙十三年                                    |

## 出生
- 陳文帝陳蒨，中國南北朝時期陳朝第二位皇帝